# 기원전 52년

## 연호
- 전한(前漢) 감로(甘露) 2년

## 기년
- 전한(前漢) 선제(宣帝) 22년
- 신라(新羅) 혁거세 거서간(赫居世居西干) 6년

## 사건
- 갈리아전쟁 7년: 로마의 율리우스 카이사르, 베르킨게토릭스를 알레시아 공방전에서 격파하다.

## 문화
- 율리우스 카이사르, 갈리아 전기 7권 완성